# Histoire de la gestion des déchets
Les déchets ont toujours été générés par l'homme. Dans les zones à faible densité de population, la production de déchets peut avoir été négligeable. Dans les zones plus peuplées, même des déchets largement biodégradables devaient être traités. Parfois, ceux-ci ont été relâchés dans les eaux souterraines avec à la clef dégradation de l'environnement (en)  comme ce fut le cas dans le Nor Loch. Les Mayas d'Amérique centrale avaient un rituel mensuel fixe, dans lequel les habitants du village se rassemblaient et brûlaient leurs ordures dans de grandes décharges.

## Antiquité

### El Kowm, en Syrie
Le premier système connu de gestion des eaux usées est situé dans l'actuelle Syrie (El Kowm). Située dans le Croissant fertile, l'oasis mésopotamienne montre des preuves de la gestion des eaux usées à partir d'environ 6500 avant notre ère. La zone est à environ 120 km au nord-est de l'ancienne ville de Palmyre. Le site d'El Kowm bénéficie d'un vaste urbanisme centré sur l'évacuation des eaux usées domestiques. Il existe un système de gouttière sophistiqué dans les résidences, ainsi que la connexion de ces systèmes de gouttière/drainage à des systèmes plus vastes dans la ville. Les fluides étaient transportés à travers ces systèmes de gouttières depuis les résidences jusqu'aux fossés dans les rues de la ville. De plus, il existe d'autres systèmes prévus dans les villes des zones environnantes, ce qui suggère qu'il y a eu une diffusion des techniques de gestion des déchets dans toute la région. Beaucoup de ces systèmes comprennent des chambres de décantation pour atténuer les obstructions qui se produisent souvent dans les systèmes d'égouts. Ces chambres offrent suffisamment d'espace pour que les dépôts de sédiments s'accumulent sans interférer avec le débit de l'égout. Il existe également en Syrie, des preuves d'autres systèmes sophistiqués de gestion des déchets dans d'autres sociétés par le passé.

### Rome antique

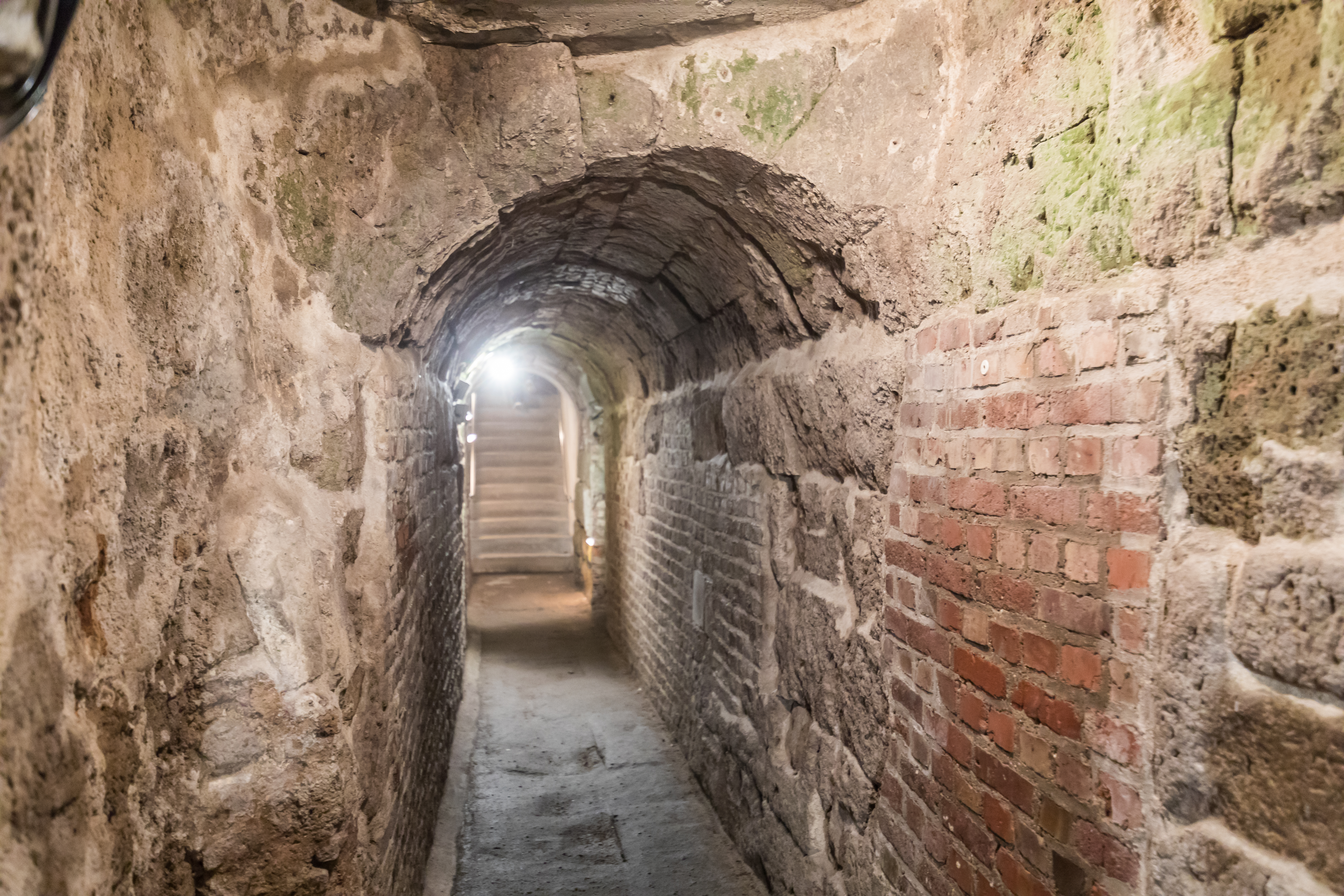
Tunnel d'égout romain, Cologne

La Rome antique utilisait des systèmes sophistiqués d'aqueduc et d'évacuation des déchets dans tout son empire. Les ingénieurs de la Rome antique ont créé le Cloaxa Maxima, un vaste réseau d'égouts qui s'est déversé dans le Tibre, entraînant une pollution extrême; qui a elle-même entraîné la contamination de l'eau potable utilisée par les Romains (puisée dans le Tibre). Le besoin d'eau douce a finalement abouti au développement de la technologie des aqueducs. La plus grande portée des aqueducs utilisait généralement des tuyaux en plomb, tandis que les tuyaux dans les villes elles-mêmes, souvent étaient en céramique, en bois et en cuir. Il y avait des différences nettes dans la qualité des pratiques de gestion des déchets entre les classes socio-économiques. L'accès aux systèmes d'égouts, ainsi que la plomberie et d'autres produits de luxe à base d'eau, étaient considérés comme un signe distinctif de statut social. L'accès n'était accordé qu'à ceux qui avaient payé. De plus, les sites archéologiques et les textes anciens témoignent de la première main-d'œuvre européenne de la gestion des déchets. Les tâches accomplies comprennent la collecte des déchets stockés dans les maisons non raccordées au système d'égouts et la vente des déchets aux agriculteurs à des fins lucratives. Les ménages utilisant ces services devaient également payer. Comparés aux systèmes utilisés par les civilisations du Croissant Fertile, les systèmes de gestion des déchets de la Rome antique étaient largement socialement stratifiés, dépendant fortement du statut socio-économique des civils. Cette stratification au sein des systèmes de gestion des déchets s'observe également dans l'Égypte ancienne,. Une autre forme unique de gestion de l'eau et des déchets se trouvait dans l'Empire aztèque.

## Ère moderne

### Londres
Après le début de l'industrialisation et la croissance urbaine soutenue des grands centres de population en Angleterre, l'accumulation de déchets dans les villes a provoqué une détérioration rapide des niveaux d'assainissement et de la qualité générale de la vie urbaine. Les rues sont devenues étouffées par la saleté en raison de l'absence de réglementation sur l'élimination des déchets. Des appels à la création d'une autorité municipale dotée de pouvoirs d'enlèvement des déchets ont été lancés dès 1751 par Corbyn Morris (en) à Londres, qui a proposé que le nettoyage de cette ville, devrait être placé sous une gestion publique uniforme, et toute la saleté transportée par la Tamise à une distance appropriée dans le pays.

« as the preservation of the health of the people is of great importance, it is proposed that the cleaning of this city, should be put under one uniform public management, and all the filth be...conveyed by the Thames to proper distance in the country »

Le rapport de 1851 d'Henry Mayhew, « London Labour and the London Poor », estime qu'à Londres, entre 800 et 1 000 « bone-grubbers and rag-gatherers » (arracheurs d'os et ramasseurs de chiffons, les Rag-and-bone men) vivent dans les logis, les mansardes et les chambres mal meublées des quartiers les plus bas de Londres.

### Paris
En 1185, incommodé par la puanteur, Philippe Auguste commande au prévôt de Paris, d'organiser avec les bourgeois, le pavage des principales rues de Paris. Pendant le Moyen Âge, les décrets royaux se succèdent pour améliorer la gestion des déchets. Néanmoins l'absence d'égouts fait que les caniveaux au milieu des rues pavées sans trottoirs servent encore de rigole d'évacuation des eaux de pluie et des eaux usées. Les résidus et déchets trop encombrants sont eux abandonnés dans des dépotoirs aux abords des villes. On appelait « voiries » ces lieux « où l'on portait les ordures, les immondices, les vidanges, les fumiers et les débris d'animaux ».
Jean Chardin, découvrant la Perse, ne peut que constater que les eaux courantes y sont trop rares pour créer des égouts et donc emporter les ordures.
Jusqu'au XVIe siècle, les immondices à Paris sont jetées à la rue et transportées ensuite aux voiries établies autour de l'enceinte de Philippe-Auguste, système interdit sous le règne de François Ier. De 1750 à 1850, la voirie de Montfaucon est un exemple typique de ces voiries qui dégageaient des odeurs pestilentielles.
Un métier de chiffonnier se développe, qui atteint son apogée au milieu du XIXe siècle, avec environ 35 000 chiffonniers en activité sur Paris. Certains déchets et boues urbaines sont mélangés aux contenus des fosses d'aisance pour servir d'engrais (la poudrette).
Puis, à la fin du XIXe siècle, l'industrie utilise de plus en plus les matières plastiques, matériau qui n'est pas ou peu biodégradable ;et l'agriculture les engrais issus de la carbochimie (phosphates fossiles, fertilisation azotée), ce qui entraîne le développement du système des décharges.
Il faut attendre ce même XIXe siècle pour que l'hygiène et la salubrité publiques deviennent un véritable sujet de préoccupation. La révolution arrive avec le préfet de la Seine Eugène Poubelle qui met en place un premier arrêté le 24 novembre 1883 obligeant les propriétaires parisiens à fournir à chacun de leurs locataires un récipient destiné aux ordures ménagères. Par glissement sémantique, ces récipients prennent vite le nom de « poubelles ». D'autre part, le pavage des rues devient systématique, les égouts se multiplient et le développement de l'adduction d'eau vise à équiper les ménages mais aussi à nettoyer l'espace public.

### New-York
Au XIXe siècle, aux États-Unis, les villes étaient souvent étouffées par le fumier de cheval. Alors que l'odeur était tolérable pour les sensibilités du XIXe siècle, marcher dans les rues sans bottes entraînait pour les chaussures une apparence déplorable. Dans de nombreuses villes, faute de ramassage des ordures, les cochons et les chiens se sont échappés, consommant les ordures, mais produisant des excréments, qui sentaient mauvais à leur tour. Des animaux morts, en particulier des chevaux, ont été laissés gisant dans les rues, facilitant les maladies.
voisines.
Des systèmes municipaux similaires d'élimination des déchets ont vu le jour au tournant du XXe siècle dans d'autres grandes villes d'Europe et d'Amérique du Nord. En 1895, le système de gestion des ordures de New York City (en) est le premier à devenir public.

## Innovations

### Premiers systèmes de collectes
Dans l'empire Ashanti, il existait un département des travaux publics qui était responsable de l'assainissement à Kumasi et sa banlieue. Ils gardaient les rues propres quotidiennement et ordonnaient aux civils de garder leurs concessions propres et désherbées.

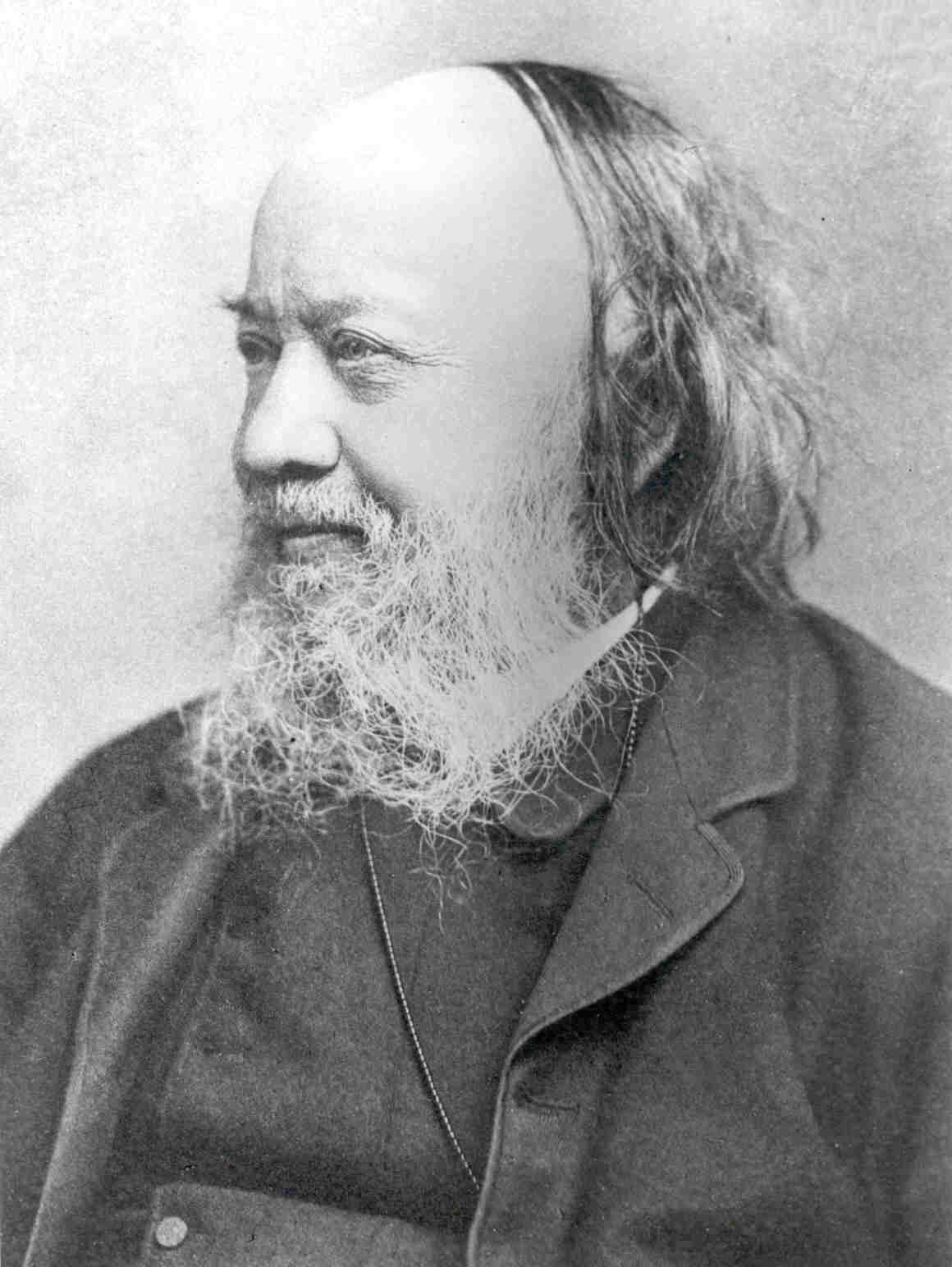
Sir Edwin Chadwick

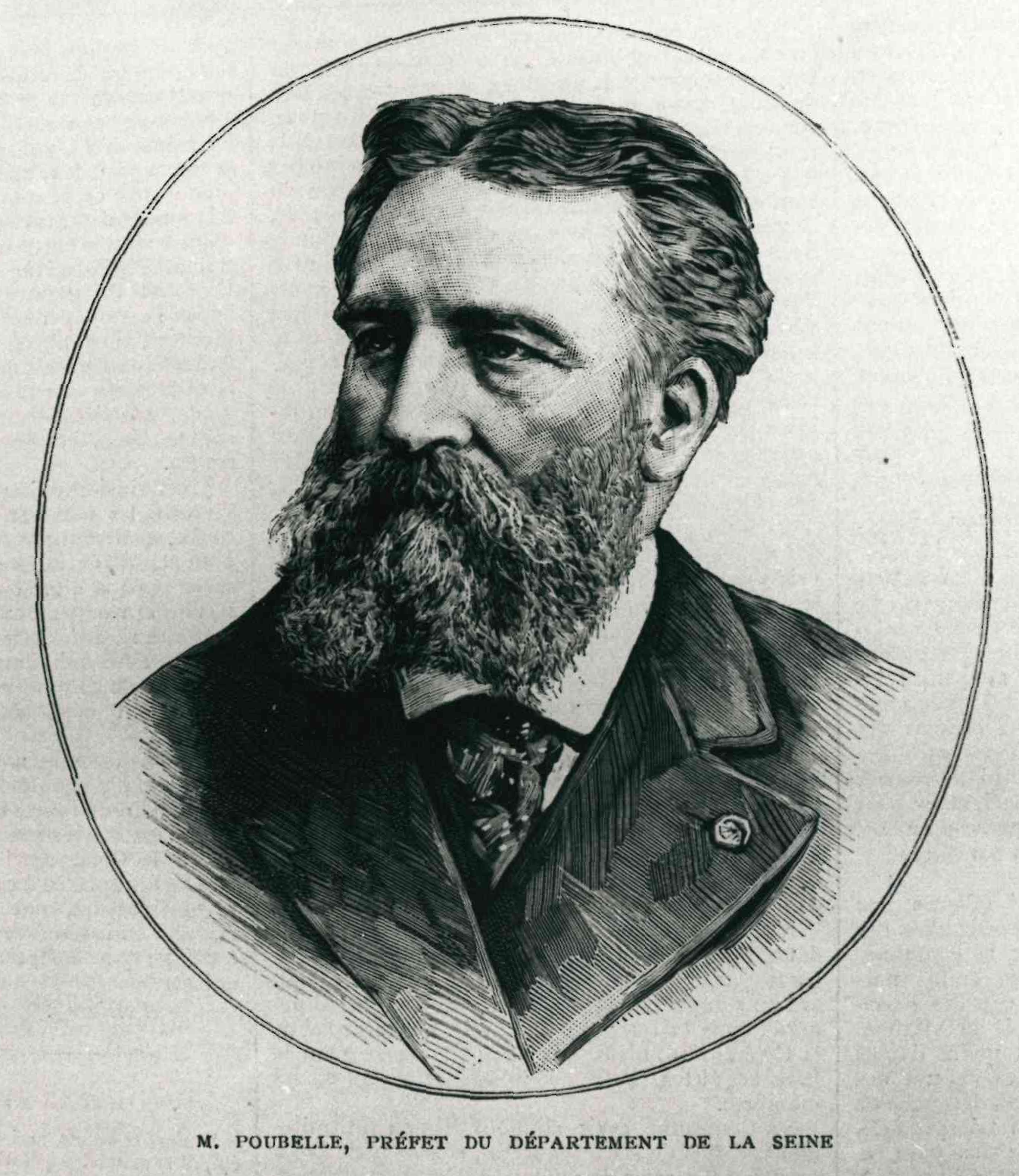
Portrait préfet de la Seine Eugène Poubelle

Le premier système organisé de gestion des déchets solides apparaît à Londres à la fin du XVIIIe siècle. Un système de collecte des déchets et de valorisation des ressources est mis en place autour des dust-yards (les « dépôts à poussière »). Le principal constituant des déchets municipaux était la cendre de charbon (« dust») qui avait une valeur marchande pour la fabrication de briques et comme amendement du sol. Cette rentabilité a incité les dust-contractors à récupérer effectivement 100 % des déchets résiduels restant après que les articles et matériaux facilement vendables ont enlevés par le secteur informel dans les rues (les « rag-and-bone men », les chiffonnier). Il s'agissait donc d'un premier exemple de gestion organisée des déchets solides à l'échelle municipale. Le système de dust-yards a fonctionné avec succès jusqu'au milieu des années 1850, lorsque la valeur marchande de la «poussière» s'est effondrée. En Angleterre, Il était important de faciliter une transition relativement fluide vers un système de gestion des déchets solides institutionnalisé et géré par les municipalités.
Au milieu du XIXe siècle, pour pallier des épidémies de choléra de plus en plus dévastatrices et sous l'impulsion d'un débat naissant sur la santé publique, la première législation consolidée sur la question  émerge. The Sanitary Condition of the Labouring Population de 1842, par le réformateur Edwin Chadwick, vise à améliorer la santé et le bien-être des populations de la ville, et plaide pour des installations adéquates d'élimination et de gestion des déchets. Les propositions de Chadwick sont basées sur la théorie miasmatique de la transmission des maladies, qui s'avérera fausse au tournant des années 1900. Le Nuisance Removal and Disease Prevention Act de 1846 inaugure ce qui devait devenir le processus en constante évolution visant à fournir une gestion réglementée des déchets à Londres. Le Metropolitan Board of Works est la première autorité municipale à centraliser la réglementation de l'assainissement pour la ville en pleine expansion et la loi de 1875 sur la santé publique (en) rend obligatoire pour chaque ménage de déposer ses déchets hebdomadaires dans des « réceptacles mobiles » (moveable receptacles) pour élimination - le premier concept de dust-bin. Le Public Health Act 1875 de manière générale, établit un appareil administratif cohérent pour traiter localement les questions de santé et d'assainissement. Les autorités locales sont tenues de fournir eau courante, évacuation des eaux (drainage) et égouts.
À Paris La révolution arrive avec le préfet de la Seine Eugène Poubelle qui met en place un premier arrêté le 24 novembre 1883 obligeant les propriétaires parisiens à fournir à chacun de leurs locataires un récipient destiné aux ordures ménagères.
Sir Edwin Chadwick en Angleterre et Eugène-René Poubelle en France ont été dans le contexte de l'assainissement dans la société moderne, les deux pionniers dans la compréhension de l'importance de la mise en application des lois et règlements émanant des autorités locales.

### Premières usines d'incinération

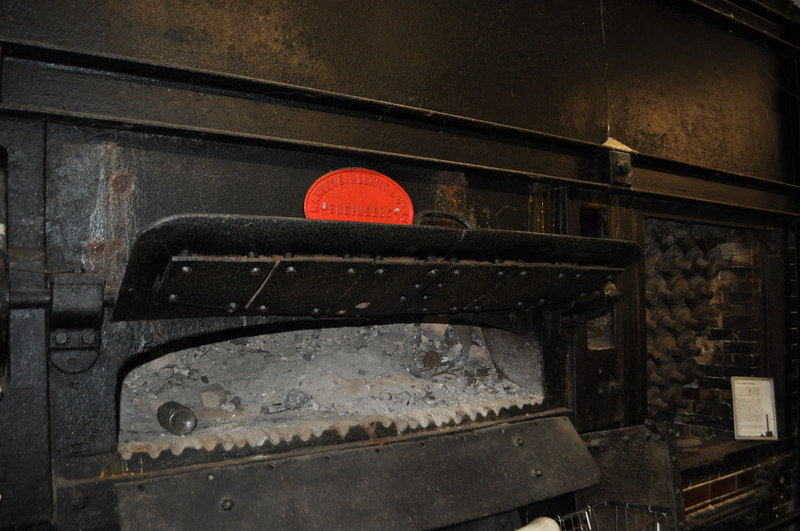
Four destructor par Manlove, Alliott & Co. Ltd. 1894.

L'augmentation spectaculaire des déchets à éliminer a conduit à la création des premières usines d'incinération, ou, comme on les appelait alors, « destructors». En 1874, le premier incinérateur a été construit à Nottingham par Manlove, Alliott & Co. Ltd. (en) selon la conception d'Alfred Fryer. Cependant, ceux-ci se sont heurtés à une opposition en raison des grandes quantités de cendres qu'ils produisaient et qui flottaient sur les zones 

### Premières bennes à ordures ménagères
Les premiers camions d'enlèvement des ordures étaient simplement des camions à benne à carrosserie ouverte tirés par un attelage de chevaux. Ils sont devenus motorisés au début du XXe siècle, et les premiers camions à carrosserie fermée pour éliminer les odeurs avec un mécanisme de levier de basculement ont été introduits dans les années 1920 en Grande-Bretagne. Ceux-ci furent bientôt équipées de "mécanismes trémies" où le ramasseur était chargée au niveau du sol puis hissée mécaniquement pour déposer les déchets dans le camion. Le Garwood Load Packer (en) a été le premier camion en 1938 à intégrer un compacteur hydraulique.

## Histoire récente

### Conférence de Stockholm
Au début des années 1970, parallèlement à l'émergence d'une prise de conscience des problèmes posés par le développement économique des sociétés modernes, les problématiques liées aux déchets générés par ces économies prennent de l'importance. Commandé en 1970 et publié en 1972 au Massachusetts Institute of Technology, le rapport Meadows intitulé The Limits to Growth et traduit en français sous le titre Halte à la croissance ?, est le premier rapport du Club de Rome. Il porte sur les limites de la croissance et ses conséquences sur l'épuisement des ressources naturelles.
Tenue sous l'égide de l'Organisation des Nations unies à Stockholm du 5 au 16 juin 1972 et préparée par les professeurs René Dubos et Barbara Ward sur la base du rapport Nous n’avons qu’une Terre, la Conférence des Nations unies sur l’environnement Humain (CNUEH), mieux connue sous le nom de conférence de Stockholm (aussi nommée Premier Sommet de la Terre), a placé pour la première fois les questions écologiques au rang des préoccupations internationales. Les participants ont adopté une déclaration de 26 principes et un vaste plan d'action, le Programme des Nations unies pour l'environnement (PNUE), pour lutter contre la pollution. Cette institution est la plus haute autorité environnementale au sein du système des Nations unies. Si la notion de déchet n'apparaît pas distinctement dans la déclaration finale de la réunion de Stockholm, le principe 6 mentionne que « les rejets de matières toxiques ou d'autres matières (...) doivent être interrompus de façon à éviter que les écosystèmes ne subissent des dommages graves ou irréversibles » ; et le principe 7 que « les États devront prendre toutes les mesures possibles pour empêcher la pollution des mers par des substances qui risquent de mettre en danger la santé de l'homme, de nuire aux ressources biologiques et à la vie des organismes marins, de porter atteinte aux agréments naturels ou de nuire à d'autres utilisations légitimes de la mer ». Une illustration notoire, au même mois de mai 1972, de ce grave enjeu est l'affaire des boues rouges de la Montedison, qui déverse dans la Méditerranée des déchets industriels dangereux, en contradiction avec ces principes 6 et 7.

### Convention de Londres
La Convention sur la prévention de la pollution des mers résultant de l'immersion de déchets, aussi appelée Convention de Londres, est adoptée la même année. Elle a pour objectif d'empêcher l'évacuation incontrôlée de détritus en mer, susceptible de mettre en danger la santé humaine, les organismes marins, l'environnement maritime, ou pouvant interférer avec les autres activités maritimes. Elle précise que « L’expression « déchets et autres matières » s’entend des matériaux et substances de tout type, de toute forme et de toute nature » (art. III, 4) et organise la « sévérité » du contrôle en fonction de la dangerosité des produits telle qu'exprimée dans les annexes 1 et 2, interdisant l'immersion de ceux cités en annexe 1 (art. IV). La convention entre en vigueur en 1975.
L'année 1975 voit la question du déchet s'intégrer dans les politiques de protection environnementale qui se développent de part et d'autre de l'Atlantique.
L'Europe inaugure en promulguant le 15 juillet 1975 la directive 75/442/CEE du Conseil relative aux déchets. Les États-Unis valident en 1976 le Resource Conservation and Recovery Act (en) (RCRA), loi fédérale qui organise le traitement des ordures ménagères et des déchets dangereux. Cette distinction, elle, devra attendre 1978 pour être établie au niveau européen, mais, d'après l'introduction à la directive, cela est dû à la différence qui existe déjà entre les États membres à propos des dispositions prises relativement aux déchets toxiques et dangereux).
En 1989, soit quinze ans après la création du PNUE, la Convention de Bâle sur le contrôle des mouvements transfrontières des déchets dangereux est signée.

### Politique européenne de développement durable
Du 19 au 21 octobre 1972, une conférence au sommet, à Paris, permet aux chefs d'État ou de gouvernement de la Communauté économique européenne de confirmer leur volonté de renforcer leur coopération politique et, en exploitant les possibilités offertes par l'article 235 du Traité instituant la Communauté économique européenne, de définir de nouveaux domaines d'action communautaire, notamment « une politique dans le domaine de l'environnement ». Concrètement, au chapitre Environnement (8), « les chefs d’État et de gouvernement (…) invitent les institutions de la Communauté à établir, avant le 31 juillet 1973, un programme d’action assorti d’un calendrier précis ». Dès lors, et jusqu'à aujourd'hui, ce sont six programmes d'action communautaire pour l'environnement (PAE) qui vont se succéder. Ils définissent les futures orientations dans le domaine de l'environnement et contiennent des propositions spécifiques que la Commission a l'intention de mettre en œuvre au cours des années suivantes. Néanmoins, cet appareil volontariste laisse d'aucuns dubitatifs[réf. souhaitée]. À la suite de ce rapport, au sommet de Paris en juillet 1972, l'environnement intervient dans les discussions sans que l'on aille au-delà de la déclaration d'intention.
Le 15 juillet 1975, la directive de l'Union européenne 75/442/CEE du Conseil relative aux déchets est arrêtée. Plusieurs fois reprise, elle constitue le socle à partir duquel va se construire la politique européenne de développement durable. Elle invoque la poursuite de l'un des objectifs de la Communauté qu'est la protection du milieu et l'amélioration de la qualité de la vie. Il s'agit de « favoriser la récupération des déchets et l'utilisation des matériaux de récupération afin de préserver les ressources naturelles », ce qui signifie que « La partie des coûts non couverte par la valorisation des déchets doit être supportée conformément au principe du pollueur-payeur ». La directive entend par déchet « toute substance ou tout objet dont le détenteur se défait ou a l'obligation de se défaire en vertu des dispositions nationales en vigueur ».
Elle exclut (car traités par ailleurs) :
- les déchets radioactifs ;
- les déchets résultant de la prospection, de l'extraction, du traitement et du stockage de ressources minérales, ainsi que de l'exploitation des carrières ;
- les cadavres d'animaux et les déchets agricoles suivants : matières fécales et autres substances utilisées dans le cadre de l'exploitation agricole ;
- les eaux usées, à l'exception des déchets à l'état liquide ;
- les effluents gazeux émis dans l'atmosphère ;
- les déchets soumis à des réglementations communautaires spécifiques.

La directive européenne 75/442/CEE est notamment suivie en 1978 de la directive 78/319/CEE du Conseil relative aux déchets toxiques et dangereux, en 1984 de la directive 84/631/CEE du Conseil, relative à la surveillance et au contrôle dans la Communauté des transferts transfrontaliers de déchets dangereux et, en 1988, de la résolution du Conseil, concernant les mouvements transfrontaliers de déchets dangereux vers les pays tiers.
En 1987, l’Acte unique européen représente un tournant dans la politique environnementale de l’UE. Pour la première fois, celle-ci fait son apparition dans les Traités communautaires. L'Acte (y) ajoute trois nouveaux articles (article130R, 130S et 130T du traité CE) qui permettent à la Communauté de « préserver, protéger et améliorer la qualité de l'environnement, contribuer à la protection de la santé des personnes et assurer une utilisation prudente et rationnelle des ressources naturelles ». Cependant, « si le Conseil arrête les mesures concernant l'aménagement du territoire, l'affectation des sols (…) Il est précisé que la Communauté n'intervient en matière d'environnement que lorsque cette action peut mieux être réalisée au niveau communautaire qu'au niveau des États membres » (principe de subsidiarité), et il exclut nommément de ses compétences « la gestion des déchets (…) ainsi que la gestion des ressources hydrauliques ».
En 1992, le Traité sur l'Union européenne (traité de Maastricht) confère à l'environnement le rang de « politique européenne. »
En 1999, le traité d’Amsterdam renforce la base juridique de la protection environnementale et inscrit parmi les missions de la Communauté le principe de développement durable défini 12 ans plus tôt dans le rapport Brundtland comme « un mode de développement qui répond aux besoins du présent sans compromettre la capacité des générations futures de répondre aux leurs ». Les article130R, 130S et 130T du traité CE sont confirmés dans l'article 174 qui précise que la politique de l'Union est fondée sur les principes de précaution et d'action préventive, sur le principe de la correction, par priorité à la source, des atteintes à l'environnement et sur le principe du pollueur-payeur.
Le sixième Programme Communautaire d'Action pour l'Environnement intitulé Environnement 2010 : notre avenir, notre choix couvre la période allant du 22 juillet 2002 au 21 juillet 2012. Il vise, entre autres, la réduction de la quantité finale des déchets, c'est-à-dire hors valorisation, de 20 % d'ici 2010 et de 50 % d'ici 2050.
Depuis 1999, diverses directives européennes (1999, 2008, 2018) visent à améliorer la gestion des déchets, notamment des déchets biodégradables et des biodéchets.

## Internet des objets, généralisation de l'IA; vers une gestion 3.0 des déchets?
Face aux défi environnementaux, sociaux, économiques et sanitaires de la gestion des déchets notamment urbains et industriels, l'internet des objets (IoT), les algorithmes avancés et l'IA commencent à rendre la collecte et le traitement des déchets plus efficaces, plus soutenable  dans le contexte de la ville intelligente. Par exemple, un capteur à ultrasons peut mesurer le niveau de remplissage d'un conteneur, une une architecture réseau combinant LoRaWAN et la connectivité de l'internet et du réseau de téléphonie mobile permet une couverture étendue à l’échelle de la ville avec stockage et analyse des données sur une plateforme cloud dédiée. Une IA peuvent optimiser dynamiquement et en temps réel les itinéraires des camions-benne, réduisant le temps de parcours, les kilomètres parcourus, la consommation de carburant, l'usure des camions et donc la pollution induite. Des études pilotes faites dans dix sites à Lahore (Pakistan), et traitant plus de 200 millions de points de données, ont démontré une amélioration de 32 % de l’efficacité des itinéraires, une diminution de 29 % de la consommation de carburant et des émissions, une augmentation de 33 % du débit de traitement des déchets, ainsi qu’une réduction de 18 % des coûts d’entretien des véhicules, par rapport aux pratiques conventionnelles. Ce modèle, reproductible, intègre la détection, l’optimisation algorithmique et l’analyse de données. 
L'automatisation alliée à l’intelligence artificielle, des véhicules autonomes de collecte des déchets, la simulation via des jumeaux numériques, la réalité augmentée pour les opérateurs, des capteurs améliorés et supplémentaires, des API de données ouvertes, les agents conversationnels, une gestion dynamique de la main-d’œuvre, des systèmes de recyclage intégrés pourraient faire émerger une « gestion des déchets 3.0 », encore plus efficace et intelligente, et en amont améliorer l'écoconception, le recyclage et le réemploi. Certains évoquent aussi la blockchain (pour la traçabilité du déchet, la tarification incitative, des contrats intelligents, la lutte contre la corruption, mais ses impacts environnementaux sont décriés et l'émergence de l'informatique quantique pourrait la rendre obsolète.